# Zrinska garda Čakovec
Zrinska garda Čakovec hrvatska je udruga osnovana 30. travnja 2001. s ciljem očuvanja i promocije baštine slavne hrvatske plemićke obitelji Zrinski, koja je u Čakovcu stolovala od 1546. do 1670. godine. Želja je osnivača Udruge da se ne zatre spomen na članove obitelji Zrinski, već da i budući naraštaji u njihovoj domovini i izvan nje časte njihova djela i uče kako se njeguje čovjekoljublje, poštuje obitelj i brani dom te čuva domoljublje i bogoljublje. Svojim aktivnostima Udruga želi promovirati i turistički afirmirati Čakovec kao grad Zrinskih i Međimurje kao županiju Zrinskih.
U sklopu Udruge djeluje povijesna postrojba s gardistima, topnikom i bubnjarskim orkestrom u povijesnim odorama iz vremena Zrinskih. Zrinska garda Čakovec iza sebe ima stotine nastupa u Hrvatskoj, Mađarskoj, Slovačkoj, Poljskoj, Austriji, Francuskoj, Italiji i Vatikanu. Članom Udruge može postati svaki punoljetni pošteni i moralni hrvatski državljanin, a pripadnikom njezine povijesne postrojbe muška osoba starosti od 18 do 35 godina, koja želi svjedočiti junaštvo i viteštvo vojskovođa Zrinskih. Odore postrojbe osmislile su kostimografkinje Ika Škomrlj i Dijana Bourek.
Zrinska garda Čakovec postavila je spomen-ploču kardinalu Alojziju Stepincu 2015. godine, na pročelju crkve sv. Nikole u Čakovcu.

## Galerija
- Topnik
- Konjanik
- Gardist